# Andrzej Kijowski
Andrzej Kijowski (Cracovia, 29 novembre 1928 – Varsavia, 29 giugno 1985) è stato uno scrittore e critico letterario polacco autore di romanzi, saggi e sceneggiature.

## Biografia
Combatté la censura nel proprio paese, in particolare con una lettera di protesta negli anni 1960, letta durante una rappresentazione al Teatro Nazionale di Varsavia. Dal 1967 al 1968 fu direttore della fondazione a favore del Teatro drammatico, dalla quale fu poi costretto a dimettersi per la suddetta lettera.
Pur non nutrendo simpatie per il Comunismo in Polonia, non lo condannò mai ufficialmente: tuttavia l'attiva collaborazione con il movimento nazionalista Polskie Porozumienie Niepodległościowe (PPN) gli costò la prigionia nel 1982, a causa della legge marziale del 1981.
Ha collaborato soprattutto per le riviste Przegląd Kulturalny, Tygodnik Powszechny e per il mensile Twórczość, di cui fu anche redattore.
In seguito alla sua morte, nel 1985 fu creato un premio letterario in suo onore: il Premio Andrzej Kijowski.
Il figlio Andrzej Tadeusz Kijowski, nato il 15 giugno 1954, è un noto critico letterario, poeta e scrittore.